# Село имени Карла Маркса (Баткенская область)
Имени Карла Маркса (другое название Андархам) (кирг. Карл Маркс) — село в Лейлекском районе Баткенской области Кыргызстана. Входит в состав Бешкентского аильного округа.
Расположено в юго-западной части Кыргызстана северо-восточнее районного центра города Раззаков на берегу реки Конокчу.
Согласно переписи 2009 года, население села составляло 2 103 человек.